# Stockholmsmässan
Stockholmsmässan, også kaldt Älvsjömässan, er en virksomhed der arrangerer handelsmesser og konferencer ved Älvsjö i Stockholms kommun, Sverige. Fra starten i 1943 til 1976 var den kaldt S:t Eriksmässan. Eurovision Song Contest 1975, Melodifestivalen 1996 og 1999 var holdt her.